# سامانه طبیعت (کتاب)

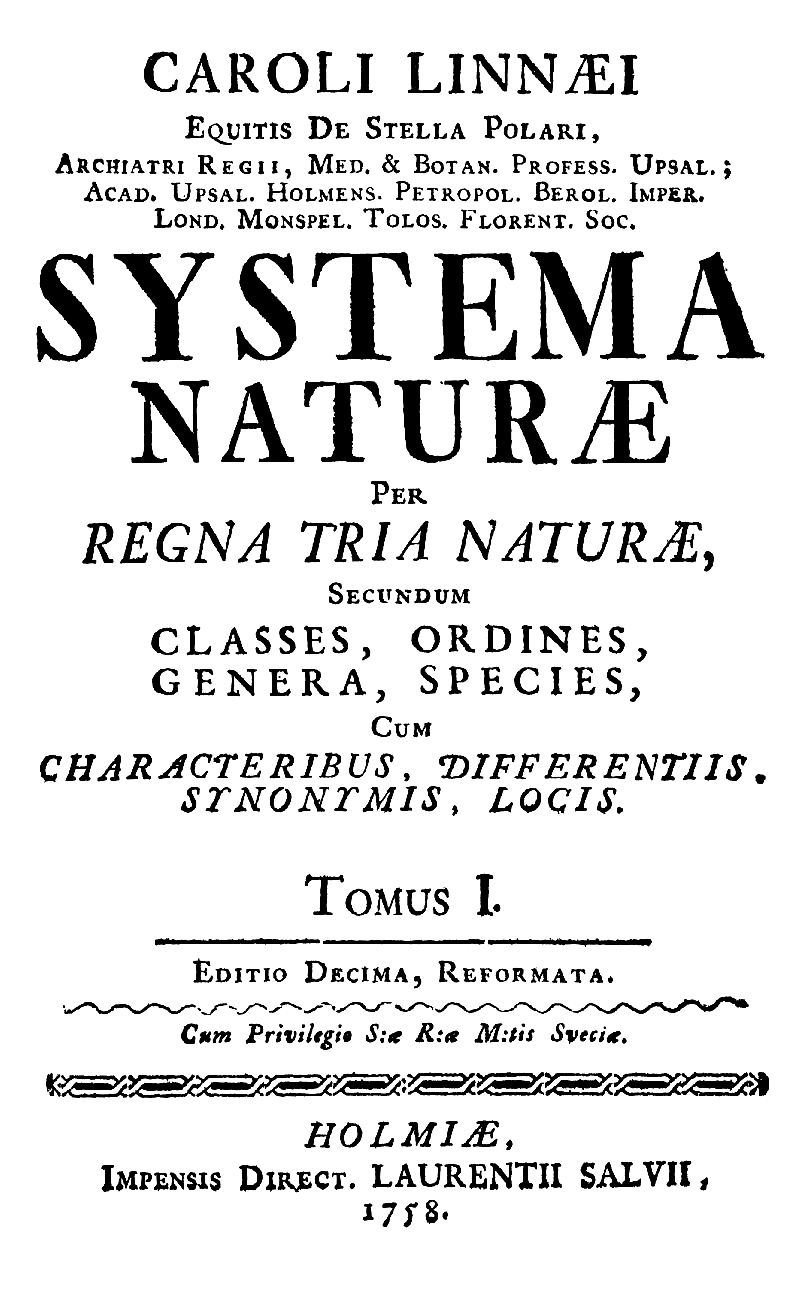
صفحه آغازین نسخه ۱۷۵۸ کتاب سامانه طبیعت

سامانه طبیعت (به لاتین: Systema Naturae) یکی از آثار بزرگ گیاه‌شناس، جانورشناس، و پزشک سوئدی، کارل لینه، است. نخستین چاپ این کتاب در ۱۷۳۵ بیرون داده شد. عنوان کامل چاپ دهم این کتاب که مهم‌ترین چاپ آن نیز به‌شمار می‌رود، «Systema naturæ per regna tria naturæ، secundum classes, ordines, genera, species, cum characteribus, differentiis, synonymis, locis» بود که به زبان پارسی به صورت «سامانه طبیعت در سه فرمانرو، بر پایه رده، راسته، سرده، و گونه‌ها به همراه ویژگی‌ها، تفاوت‌ها، مترادف‌ها، و مکان‌ها» بازگردانی می‌شود.
نسخه چاپ دهم این کتاب به عنوان نقطه آغاز دایره واژگان زیست‌شناسی شناخته می‌شود. در سال‌های ۱۷۶۸–۱۷۶۶، لینه نسخه ۱۲ام را که اصلاحات بیشتری داشت به چاپ رساند. این نسخه واپسین نسخه‌ای بود که توسط خود او ویرایش شد.